# North Merritt Island
North Merritt Island est une census-designated place du comté de Brevard, dans l'État de Floride, aux États-Unis,. En 2020, elle compte une population de 8 566 habitants.